# 3387 Greenberg
A 3387 Greenberg (ideiglenes jelöléssel 1981 WE) a Naprendszer kisbolygóövében található aszteroida. Edward L. G. Bowell fedezte fel 1981. november 20-án.